# Georg Asmus
Georg Asmus (Großgrabe, 7 oktober 1888 - Frankfurt am Main, 5 mei 1975) was een Duitse SS-Brigadeführer (brigadegeneraal) en Generalmajor in de politie tijdens de Tweede Wereldoorlog.

## Leven
Georg Asmus was de zoon van een pastoor. Na het gymnasium in Eisleben ging hij naar de cadettenschool in Slot Oranienstein en wisselde deze in 1905 voor de Preußische Hauptkadettenanstalt in Groß-Lichterfelde die hij in maart 1908 met een officiersexamen afsloot. Aansluitend werd hij als Leutnant (tweede luitenant) bij het 4. Unter-Elsässisches Infanterie-Regiment Nr. 143 van het Pruisische leger geplaatst. Vanaf april 1914 was Asmus als opleider aan de cadettenschool in Karlsruhe werkzaam. Van december 1914 tot september 1918 nam hij aan de Eerste Wereldoorlog deel, het laatste jaar als Hauptmann (kapitein) en als bataljonscommandant in het Beierse Reserve-Infanterie-Regiment Nr. 249. Van eind september 1918 tot midden november 1919 was hij Brits krijgsgevangene. Na zijn vrijlating was hij bij de afhandeling van het 4. Unter-Elsässisches Infanterie-Regiment Nr. 143 werkzaam en sloot hij zich in april 1920 bij het Vrijkorps Lichtschlag aan.
In juli 1920 trad hij in dienst van de politie in Frankfurt am Main, waar hij bij de Schutzpolitizei als Hundertschaftsführer (vergelijkbaar met een pelotonscommandant) en Reviervorsteher ingezet werd. Vanaf 1926 was hij bij de politieadministratie in Hannover actief, en zat op de politieschool in het Hannoverse Münden. In april 1934 nam hij voor vier jaar de functie van plaatsvervangend commandant van de Schutzpolizei in Frankfurt am Main over. In de eerste tien dagen van de Anschluss, nam hij leidinggevende functies over. Op 20 april 1934 was hij commandant van de Ordnungspolizei in Frankfurt am Main. Eind januari 1939 werd Asmus lid van de SS. In mei 1933 werd hij ook lid van de NSDAP.
Tijdens de Tweede Wereldoorlog was Asmus HSSPF Krakau. Later was hij als commandant van de Ordnungspolizei bij de SSPF in Tsjernihiv ingezet. Van maart 1944 tot midden april 1945 was hij als opvolger van Walther Oberhaidacher in functie als hoofdcommissaris in Bochum. In mei 1944 ging Asmus met pensioen. Op 20 april 1945 werd hij krijgsgevangene gemaakt door de Britse bezettingsmacht, en geïnterneerd. 
Er is niets bekend over het verdere verloop van zijn leven na de Tweede Wereldoorlog. Op 5 mei 1975 overleed hij in Frankfurt am Main.

## Familie[6]
Amus kwam uit een gezin van zeven broers (Martin 1883-1884, Adolf Wolfgang 1886-1886, Friedrich Wilhelm Ernst 1890, Walter Ludwig Rudolf 1891, Johannes Ernst Ludwig 1892, Leopold Christian Friedrich 1893, Ernst Adolf Karl 1898) en twee zusters (Paula Marie Anna 1882-1952, Elisabeth Emmy Margarete 1885-1973). Zijn vader Friedrich Wilhelm Leonhard Amus (1848-1924) was getrouwd met Marie Helene Dorothea Schmidt (6 maart 1863), zij trouwden op 28 april 1881 in Rodenberg/Deister.

## Carrière
Amus bekleedde verschillende rangen in zowel de Politie als Allgemeine-SS. De volgende tabel laat zien dat de bevorderingen niet synchroon liepen.
| Datums                                                                 | Pruisische leger | Politie                          | Allgemeine-SS       |
| ---------------------------------------------------------------------- | ---------------- | -------------------------------- | ------------------- |
| 1901-1905                                                              | Kadett           | —                                | —                   |
| 19 maart 1908 (zonder Patent)                                          | Leutnant         | —                                | —                   |
| 19 juni 1908 (Patent verkregen)                                        | Leutnant         | —                                | —                   |
| 25 februari 1915                                                       | Oberleutnant     | —                                | —                   |
| 16 september 1917                                                      | Hauptmann        | —                                | —                   |
| 3 juli 1920                                                            | —                | Polizei-Hauptmann                | —                   |
| 1 april 1926 (met ingang en RDA van 30 juni 1926)                      | —                | Major der Schutzpolizei          | —                   |
| 1 juni 1936 (met ingang en RDA vanaf 1 juni 1936)                      | —                | Oberstleutnant der Schutzpolizei | —                   |
| 13 april 1938 (met ingang van 1 maart 1938 en RDA vanaf 20 april 1938) | —                | Oberst der Schutzpolizei         | —                   |
| 30 januari 1939                                                        | —                | —                                | SS-Mann             |
| 30 januari 1939                                                        | —                | —                                | SS-Standartenführer |
| 10 maart 1944 (met ingang van 1 januari 1944 en RDA van 1 maart 1944)  | —                | —                                | SS-Brigadeführer    |
| 10 maart 1944                                                          | —                | Generalmajor in de politie       | —                   |

## Lidmaatschapsnummers
- NSDAP-nr.: 22 949[9][10][6] (lid geworden 1 mei 1933)[6][2]
- SS-nr.: 313 949[9][10][6] (lid geworden 30[4] januari 1939[2])

## Onderscheidingen
Selectie:
- Gouden Ereteken van de NSDAP op 30 januari 1938[10][6]
- IJzeren Kruis 1914, 1e Klasse[3][5] en 2e Klasse[9][6][2][5]
- Herhalingsgesp bij IJzeren Kruis 1939, 2e Klasse[9][10][6][2][5]
- Julleuchter der SS[6] op 16 december 1935[2] - december 1939[5]
- Dienstonderscheiding van de Politie, 1e Klasse (25 dienstjaren)[5]
- Gewondeninsigne 1918 in zilver[2]
- Ridder der Tweede Klasse in de Orde van de Leeuw van Zähringen met Zwaarden op 9 februari 1916[2][5]
- Ridderkruis in de Huisorde van Hohenzollern met Zwaarden op 9 november 1918[2][5]

## Afkortingen
- KdS - Kommandeur der Schutzpolizei - vrije vertaling: Commandant in de Beschermingspolitie
- KdO - Kommandeur der Ordnungspolizei - vrije vertaling: Commandant in de Ordepolitie
- mit der Wahrnehmung der Geschäfte beauftragt (m.d.W.d.G.b.) - vrije vertaling: met de waarneming van de functie belast